# Oranjekeelzonnekolibrie
De oranjekeelzonnekolibrie (Heliangelus mavors) is een vogel uit de familie Trochilidae (kolibries).

## Verspreiding en leefgebied
Deze soort komt voor in Colombia en Venezuela.